# Svilės šaltiniai
Svilės šaltiniai este o arie protejată (arie specială de conservare — SAC, sit de importanță comunitară — SCI) din Lituania întinsă pe o suprafață de 2 ha, integral pe uscat.

## Localizare
Centrul sitului Svilės šaltiniai este situat la coordonatele 55°50′28″N 22°56′31″E / 55.8411°N 22.9419°E.

## Înființare
Situl Svilės šaltiniai a fost declarat sit de importanță comunitară în martie 2004 pentru a proteja 1 specie de plante. Situl a fost protejat și ca arie specială de conservare în decembrie 2018.

## Biodiversitate
Situată în ecoregiunea boreală, aria protejată conține 2 habitate naturale: Izvoare fino-scandinave și mlaștini produse de izvoare bogate în minerale, Mlaștini alcaline.
La baza desemnării sitului se află o specie protejată de  plante: ochii-șoricelului (Saxifraga hirculus).
Pe lângă speciile protejate, pe teritoriul sitului au mai fost identificate 1 specie de plante.